# فرانس يختونين
فرانس يختونين (بالفنلندية: Frans Lehtonen)‏ هو سياسي فنلندي، ولد في 7 أكتوبر 1859، وتوفي في 27 يونيو 1920. انتخب عضو برلمان فنلندا ‏.